# Цуг-94
Цуг-94 (нім. Zug 94) — швейцарський футбольний клуб із однойменного міста, заснований 1994 року. Виступає в першій лізі чемпіонату Швейцарії.

## Історія
До початку літа 1994 в місті Цуг існувало два клуби СК «Цуг» та ФК «Цуг». 1 липня 1994 обидва клуби об'єднались під новою назвою Цуг-94 ставши правонаступником обох місцевих команд.

## Відомі гравці та тренери
- Ларс Лунде
- Оттмар Гіцфельд
- Йоган Нескенс
- Марко Грассі
- Томас Вісс